# Basilica di Santa Maria in Domnica
Santa Maria in Domnica, nota anche come Santa Maria alla navicella, è una basilica di Roma. Sorge sulla sommità del colle Celio, nell'attuale piazza della Navicella. È sede del Titulus S. Mariae in Domnica, istituito nel 678 da papa Agatone.

## Etimologia e storia
L'attributo "in Domnica" è stato oggetto di differenti interpretazioni. Una lo fa derivare da dominicum, "del Signore". Un'altra fa riferimento al nome di Ciriaca, una donna che sarebbe vissuta nei pressi della chiesa, ed il cui nome avrebbe significato "appartenente al Signore". L'attributo alternativo "alla navicella" fa riferimento alla scultura romana di una nave posta già in antichità nella piazzetta di fronte alla chiesa, poi andata perduta e rifatta sotto papa Leone X.
Una prima chiesa fu costruita qui in antichità, nei pressi della caserma della V coorte dei Vigiles di Roma. La chiesa è ricordata negli atti del sinodo di papa Simmaco, nel 499. Papa Pasquale I, il cui papato coincise con un'epoca di rinnovamento e splendore artistico che coinvolse la Roma dell'inizio del IX secolo, ricostruì la basilica nell'818-822, dotandola di un notevole apparato musivo.
L'assetto interno, invece, è opera dei vari restauri condotti fra il XVI e il XIX secolo. 

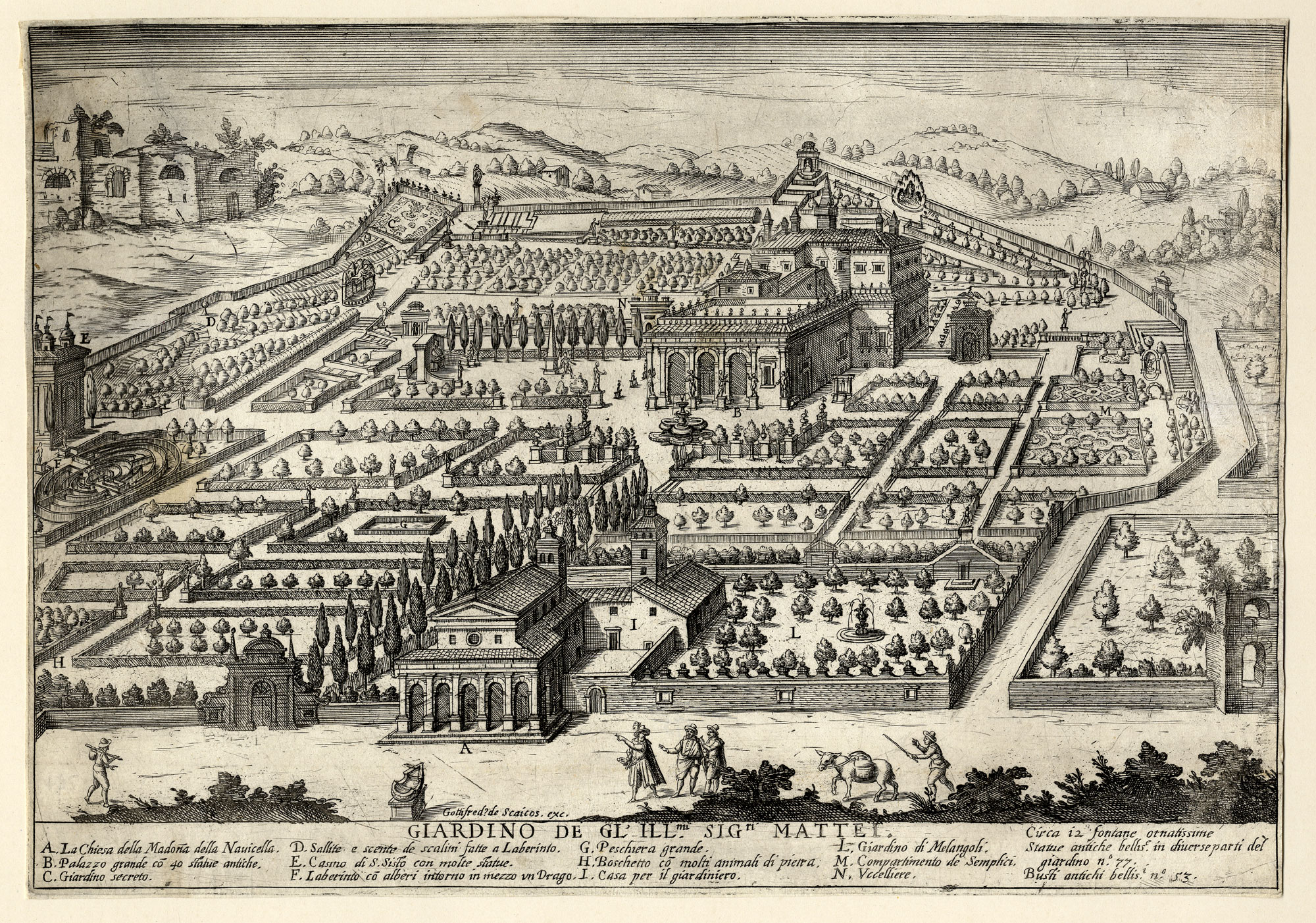
Veduta seicentesca

I restauri del XVI secolo, ai quali si deve l'aspetto che la chiesa mantiene ancor oggi, la legano strettamente ai Medici, cardinali titolari della basilica lungo tutto il secolo:
- Il primo titolare della famiglia (1492-1513) fu Giovanni di Lorenzo de' Medici, futuro papa Leone X, che nei primi anni del Cinquecento, affidò ad Andrea Sansovino la costruzione della nuova facciata e l'antistante Fontana della Navicella;
- seguì (1513-1517) Giulio di Giuliano de' Medici, futuro papa Clemente VII.
- Dopo qualche decennio, il titolo tornò ai Medici, con Giovanni di Cosimo I de' Medici, nominato cardinale a 17 anni, ma che lo tenne per due soli anni (1560-1562), morendo giovanissimo di tubercolosi;
- la diaconia passò così (1565-1585) a Ferdinando, sesto figlio di Cosimo I de' Medici e fratello del precedente, creato cardinale a 14 anni e divenuto poi, a 38, Granduca di Toscana. A lui si deve la realizzazione del soffitto della basilica.

Un consistente restauro, mirato a curare gravi infiltrazioni di umidità e a riparare danni, ma anche a ricostituire l'unità stilistica interna della chiesa (che era ormai chiusa da tempo) e a restaurare il portico, fu condotto alla fine dell'Ottocento sotto la direzione tecnica di Busiri Vici e dell'architetto ingegnere Gaetano Bonoli, patrocinato dal cardinale Consolini e finanziato da Propaganda Fide. Con l'occasione venne anche fabbricata e installata la cancellata ancor oggi in situ, e il 5 marzo 1882 la chiesa venne ufficialmente riaperta.
Nel 1958 è stata costruita la confessione semianulare sotto l'abside da Ildo Avetta, mentre risale al 1985 l'attuale (2011) sistemazione del presbiterio.

## Descrizione

### Esterno
La facciata della basilica, in stile rinascimentale, è opera di Andrea Sansovino che la realizzò nel 1513-1514. Sopra l'arioso portico con cinque arcate separate da lesene in travertino, vi sono due finestre, aperte in seguito all'intervento del Sansovino, ai lati del rosone circolare originale. Nel timpano, gli stemmi marmorei di Innocenzo VIII (al centro) e dei cardinali Giovanni e Ferdinando de' Medici (ai lati). Nel campanile a vela, sito lungo il fianco destro, è installata un'antichissima campana che reca la data 1288.

### Interno

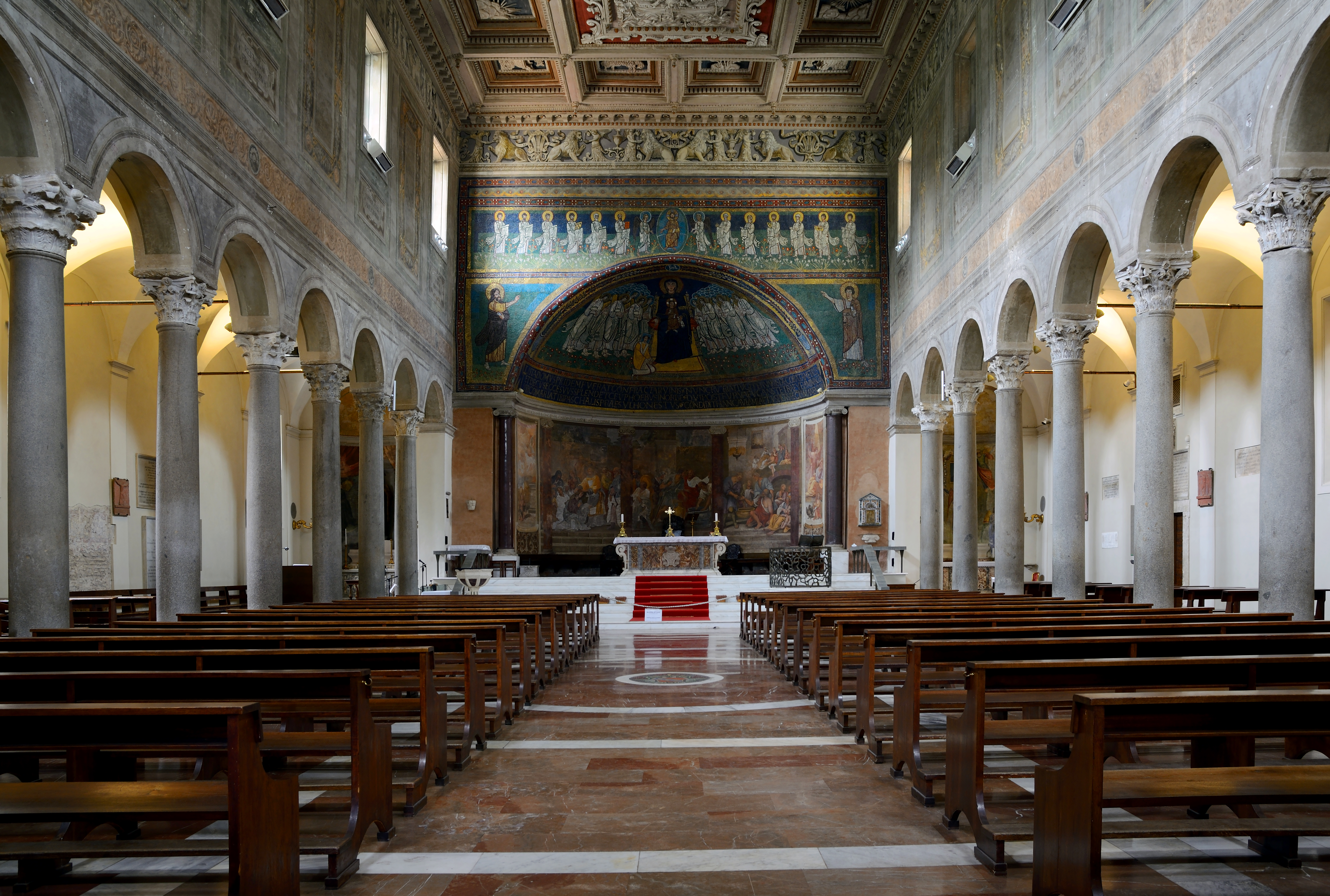
L'interno

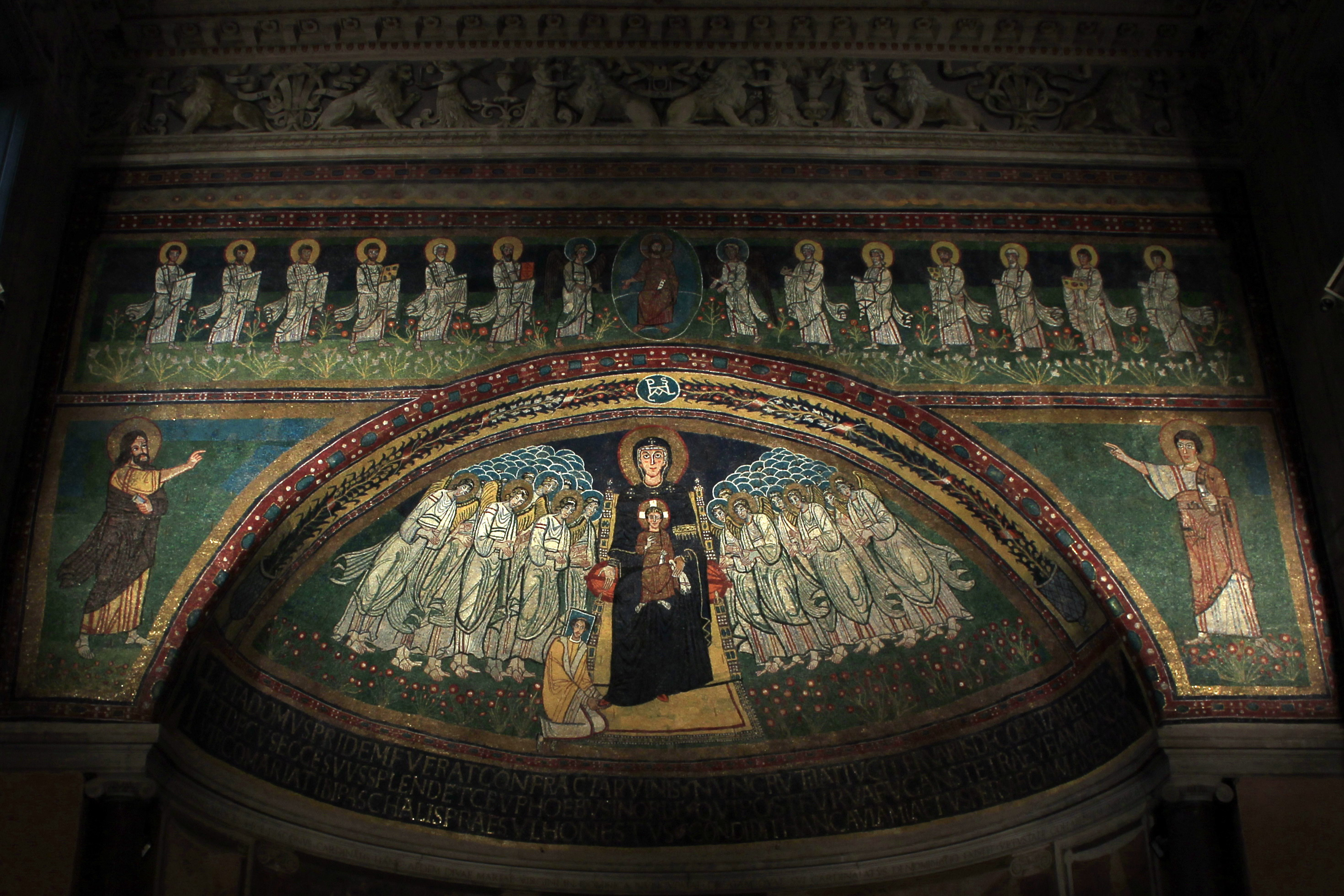
Il catino e l'arco absidali

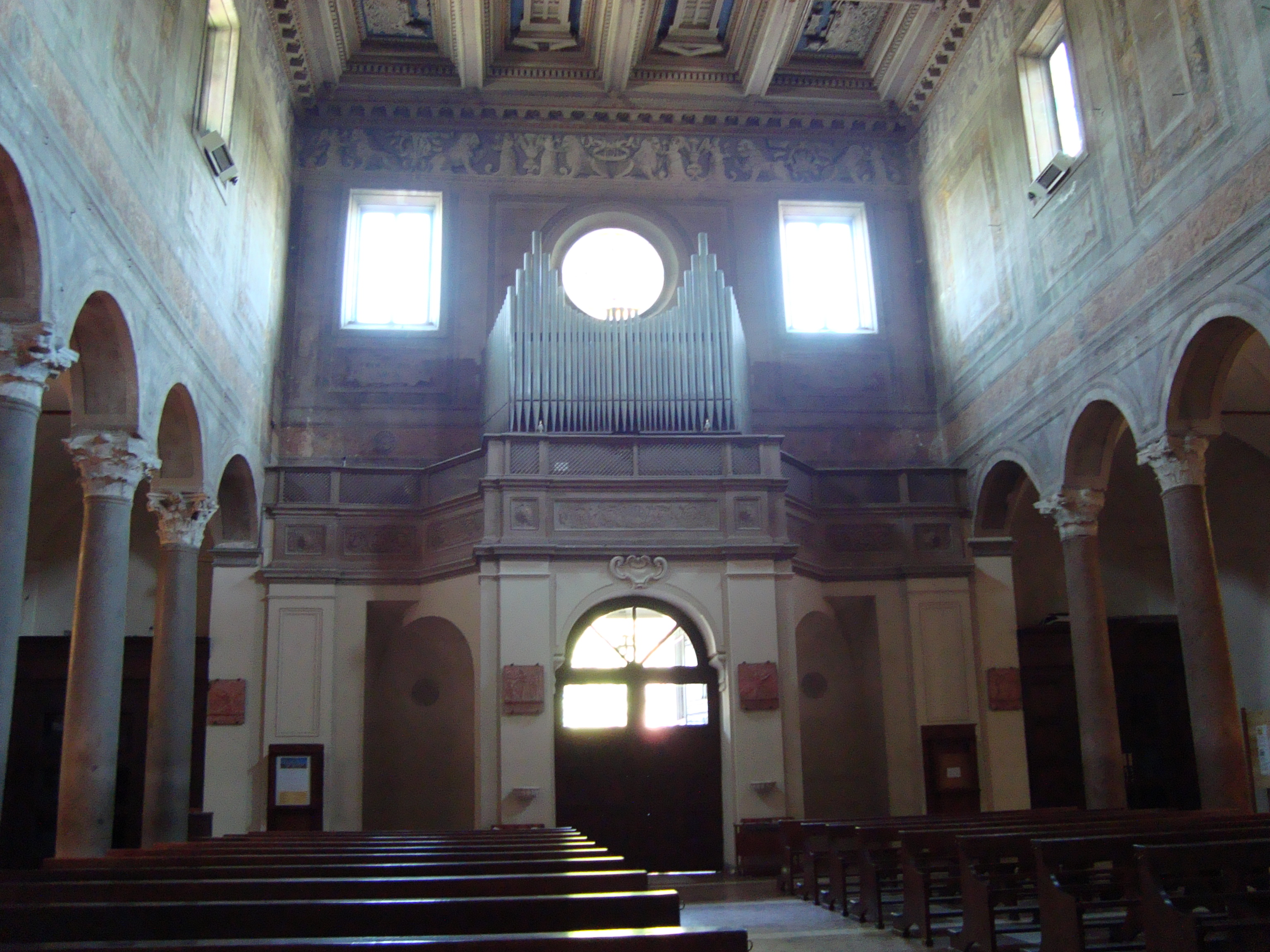
La cantoria con l'organo

L'interno, seppur rimaneggiato più volte, conserva ancora immutata l'originaria pianta basilicale del IX secolo, costituita da tre navate di uguale lunghezza separate fra di loro da due file di nove colonne di spoglio ciascuna, terminanti con tre absidi, di cui la maggiore è più ampia.
La navata centrale, affrescata lungo le pareti da Lazzaro Baldi, conserva il soffitto a cassettoni commissionato nel 1566 da Ferdinando de' Medici e ridipinto nel XIX secolo. Il soffitto, che porta al centro lo stemma mediceo, presenta negli altri due riquadri principali la navicella di Leone X, rappresentata come arca di Noè e come tempietto eucaristico.
Sia il catino dell'abside maggiore, sia l'arco absidale sono riccamente decorati da mosaici dell'epoca di Pasquale I (papa dall'817 all'824). Il mosaico dell'abside raffigura la Madonna in Trono fra due schiere di Angeli, soggetto probabilmente ripreso da un'antica icona. Il papa Pasquale I, con il nimbo quadrato azzurro, tipico dei viventi, è inginocchiato ai piedi della Vergine. Secondo i canoni bizantini, le figure sono rigorosamente bidimensionali, prive di ogni traccia naturalistica, con valore di puro simbolo devozionale.
Sopra l'arco vi è il Salvatore fra due teorie di apostoli; più in basso sono raffigurati Mosè ed Elia. Nella cripta, cui si accede tramite la moderna confessione semianulare, vi sono dei sarcofagi antichi.

### Organo a canne
Sopra la cantoria in controfacciata, risalente al 1930, vi è un organo a canne costruito da Natale Balbiani nel 1910 per la cappella dell'Ospedale militare del Celio e trasferito nella basilica vent'anni dopo con la supervisione dell'organaro Angelo Migliorini che aggiunse i registri Principale Forte 8' e Flauto 8'; lo strumento è stato restaurato e revisionato nel maggio del 2011 da Daniel Joseph Taccini sotto la tutela della Sovrintendenza per i Beni Culturali di Roma. L'organo, a trasmissione pneumatica-tubolare, è a tastiera unica di 58 note e pedaliera dritta di 27 e tutte le sue canne sono contenute in cassa espressiva (quelle esterne non suonano).